# Gymnastische Gesellschaft Bern Hockey Club
Il Gymnastische Gesellschaft Bern Hockey Club (abbreviato GG Bern HC) è stata la sezione di hockey su ghiaccio svizzera della Gymnastische Gesellschaft Bern, fondata nel 1933 con sede a Berna. Nel 1936 è stata sciolta.

## Cronologia
- 1933-1934: ?
- 1934-1935: 1º livello
- 1935-1936: ?

## Palmarès
Campionato Internazionale: 1 terzo posto
1934-35